# Sicyos bogotensis
Sicyos bogotensis är en gurkväxtart som beskrevs av Célestin Alfred Cogniaux. Sicyos bogotensis ingår i släktet hårgurkor, och familjen gurkväxter. Inga underarter finns listade i Catalogue of Life.